# TT175
TT175 (Theban Tomb 175) è la sigla che identifica una delle Tombe dei Nobili ubicate nell’area della cosiddetta Necropoli Tebana, sulla sponda occidentale del Nilo dinanzi alla città di Luxor, in Egitto. Destinata a sepolture di nobili e funzionari connessi alle case regnanti, specie del Nuovo Regno, l'area venne sfruttata, come necropoli, fin dall'Antico Regno e, successivamente, sino al periodo Saitico (con la XXVI dinastia) e Tolemaico.

## Titolare
TT175 era la tomba di:
| Titolare    | Titolo   | Necropoli | Dinastia/Periodo               | Note                                               |
| ----------- | -------- | --------- | ------------------------------ | -------------------------------------------------- |
| sconosciuto | non noto | El-Khokha | XVIII dinastia (Thutmosi IV ?) | a nord ella TT38 e non lontano dalle TT176 e TT177 |

## Biografia
La TT175, piccola e ben decorata, ma pur presentando i riquadri che avrebbero dovuto contenere testi, questi sono vuoti e non è possibile, perciò, ricavare notizie biografiche sul titolare.

## La tomba
La TT175, la cui assegnazione alla metà della XVIII dinastia si basa solo su criteri stilistici delle immagini parietali, venne scavata nel calcare alquanto povero della collina di El-Khokha ed è costituita da un'unica, piccola sala rettangolare sulle cui pareti sono tuttavia presenti scene o dipinti, molto danneggiati specie nelle parti di colore nero, che concentrano in così poco spazio quanto era ritenuto necessario per una buona permanenza del defunto nell'aldilà. La facciata è stata, nei millenni, adattata e le modifiche intervenute hanno cancellato ogni eventuale informazione ricavabile da eventuali iscrizioni; i dipinti vennero realizzati su un intonaco bianco costituito da cannicci e fango del Nilo
Su tre registri sovrapposti, portatori di offerte; poco oltre, sul lato est della sala scene della cerimonia funebre, che proseguono sulla parete di fondo che presenta un'ampia area non dipinta, né in alcun modo rifinita, su cui si è supposto poggiasse una statua. Poco oltre il defunto e la moglie seduti rivolti verso l'area in cui si sarebbe trovata la statua, che ricevono doni da una fanciulla (la figlia?) in presenza di musicisti e preparazione degli unguenti; scene del pellegrinaggio ad Abydos e di offertorio a Osiride, Anubi, Hathor, alla Dea dell'occidente (Mertseger), a Iside e Nephtys e della Cerimonia di apertura della bocca praticata da un prete sem. Doppia scena del defunto e della moglie seduti e poi in piedi in offertorio.

### Annotazioni
1. ↑  La prima numerazione delle tombe, dalla numero 1 alla 253, risale al 1913 con l’edizione del "Topographical Catalogue of the Private Tombs of Thebes" di Alan Gardiner e Arthur Weigall. Le tombe erano numerate in ordine di scoperta e non geografico; ugualmente in ordine cronologico di scoperta sono le tombe dalla 253 in poi.
2. ↑  I campi della Duat, ovvero l'aldilà egizio, si trovavano, secondo le credenze, proprio sulla riva occidentale del grande fiume.
3. ↑  Nella sua epoca di utilizzo, l'area era nota come "Quella di fronte al suo Signore" (con riferimento alla riva orientale, dove si trovavano le strutture dei Palazzi di residenza dei re e i templi dei principali dei) o, più semplicemente, "Occidente di Tebe".
4. ↑  le Tombe dei Nobili, benché raggruppate in un'unica area, sono di fatto distribuite su più necropoli distinte.
5. ↑  Le note, sovente di inquadramento topografico della tomba, sono tratte dal "Topographical Catalogue" di Gardiner e Weigall, ed. 1913 e fanno perciò riferimento alla situazione dell'epoca.
6. ↑  Solo 1,60 m x 1 m.
7. ↑  Sotto la sedia della moglie un cane accucciato osserva la scena; si tratta di una rara rappresentazione di un cane con manto bianco e nero, con muso particolarmente allungato.
8. ↑  Il "sem" era il prete, o l'erede, cui competeva la cerimonia di apertura della bocca per consentire al defunto di vivere pienamente della Duat.

### Fonti
1. ↑  Gardiner e Weigall 1913.
2. ↑  Donadoni 1999,  p. 115.
3. 1 2  Porter e Moss 1927, p. 281.
4. ↑  Gardiner e Weigall 1913, pp. 32-33.
5. ↑  Gardiner e Weigall 1913, p. 33.
6. ↑  Porter e Moss 1927,  p. 281.
7. 1 2 3 4  Manniche 1988.
8. ↑  Porter e Moss 1927, p. 281.